# Jean-Jacques Mège
Pour les articles homonymes, voir Mège.
Jean-Jacques Mège est un homme politique français né le 5 janvier 1819 à Sibiril (Finistère) et mort le 4 février 1889 à Morlaix (Finistère).

## Biographie
Armateur et banquier à Roscoff, il est député du Finistère de 1848 à 1851, siégeant avec les républicains modérés. 

## Sources
- « Jean-Jacques Mège », dans Adolphe Robert et Gaston Cougny, Dictionnaire des parlementaires français, Edgar Bourloton, 1889-1891 [détail de l’édition]